# Medicine Hat (circonscription électorale provinciale)
Circonscription électorale provinciale du Canada
Medicine Hat (brièvement Medicine Hat-Redcliffe) est une circonscription électorale provinciale de l'Alberta (Canada), située dans le sud-est de la province. Elle comprend la plupart de la ville de Medicine Hat. Pour seulement une terme (de 1921 à 1925), la circonscription a élu deux députés à l'Assemblée législative. Son député actuel est le président de l'Assemblée, néo-démocrate Bob Wanner.

## Liste des députés
|                       | 1905 - 1909     | William Finlay     | Libéral                   |          |              |                |
|                       | 1909 - 1910     | William Finlay     | Libéral                   |          |              |                |
|                       | 1910 - 1913     | Charles Mitchell   | Libéral                   |          |              |                |
|                       | 1913 - 1917     | Nelson Spencer     | Conservateur              |          |              |                |
|                       | 1917 - 1921     | Nelson Spencer     | Conservateur              |          |              |                |
| Membre 1              | Membre 1        | Membre 1           | Membre 1                  | Membre 2 | Membre 2     | Membre 2       |
|                       | 1921 - 1925     | William Johnston   | Travailliste              |          | Perren Baker | United Farmers |
|                       | 1925 - 1926     | Charles Pingle     | Libéral                   |          | Perren Baker | United Farmers |
|                       | 1926 - 1928     | Charles Pingle     | Libéral                   |          |              |                |
|                       | 1928 - 1930     | Hector Lang        | Libéral                   |          |              |                |
|                       | 1930 - 1935     | Hector Lang        | Libéral                   |          |              |                |
|                       | 1935 - 1940     | John Robinson      | Créditiste                |          |              |                |
|                       | 1940 - 1944     | John Robinson      | Créditiste                |          |              |                |
|                       | 1944 - 1948     | John Robinson      | Créditiste                |          |              |                |
|                       | 1948 - 1952     | John Robinson      | Créditiste                |          |              |                |
|                       | 1952 - 1953     | John Robinson      | Créditiste                |          |              |                |
|                       | 1953 - 1955     | Elizabeth Robinson | Créditiste                |          |              |                |
|                       | 1955 - 1959     | Elizabeth Robinson | Créditiste                |          |              |                |
|                       | 1959 - 1960     | Elizabeth Robinson | Créditiste                |          |              |                |
|                       | 1960 - 1963     | Harry Leinweber    | Créditiste                |          |              |                |
|                       | 1963 - 1967     | Harry Leinweber    | Créditiste                |          |              |                |
|                       | 1967 - 1971     | Harry Leinweber    | Créditiste                |          |              |                |
| Medicine Hat-Redcliff |                 |                    |                           |          |              |                |
|                       | 1971 - 1975     | William Wyse       | Créditiste                |          |              |                |
|                       | 1975 - 1979     | Jim Horsman        | Progressiste-conservateur |          |              |                |
| Medicine Hat          |                 |                    |                           |          |              |                |
|                       | 1979 - 1982     | Jim Horsman        | Progressiste-conservateur |          |              |                |
|                       | 1982 - 1986     | Jim Horsman        | Progressiste-conservateur |          |              |                |
|                       | 1986 - 1989     | Jim Horsman        | Progressiste-conservateur |          |              |                |
|                       | 1989 - 1993     | Jim Horsman        | Progressiste-conservateur |          |              |                |
|                       | 1993 - 1997     | Rob Renner         | Progressiste-conservateur |          |              |                |
|                       | 1997 - 2001     | Rob Renner         | Progressiste-conservateur |          |              |                |
|                       | 2001 - 2004     | Rob Renner         | Progressiste-conservateur |          |              |                |
|                       | 2004 - 2008     | Rob Renner         | Progressiste-conservateur |          |              |                |
|                       | 2008 - 2012     | Rob Renner         | Progressiste-conservateur |          |              |                |
|                       | 2012 - 2014     | Blake Pederson     | Wildrose                  |          |              |                |
|                       | 2014 - 2015     | Blake Pederson     | Progressiste-conservateur |          |              |                |
|                       | 2015 - (actuel) | Bob Wanner         | Néo-démocrate             |          |              |                |